# Idioma copto
El copto o egipcio copto es una lengua afroasiática y la última etapa del idioma egipcio antiguo. El término "copto" se refiere tanto al tipo de escritura como a la lengua egipcia desde el siglo I d. C. hasta la actualidad, aunque también se usa para denominar a los actuales cristianos egipcios pertenecientes a la Iglesia ortodoxa copta y la Iglesia católica copta.
La relación entre la lengua copta y el egipcio antiguo clásico es similar a la existente entre las lenguas románicas y el latín clásico, por lo que el copto posee una gramática y características claramente diferenciadas de la lengua de las inscripciones jeroglíficas del Imperio medio. También tiene una gran influencia del griego.
El egipcio tiene posiblemente la historia más larga documentada de cualquier idioma, desde el antiguo egipcio que apareció justo antes del 3200 a. C. hasta el copto en la Edad Media. El copto pertenece a la fase egipcia tardía, que comenzó a escribirse en el Nuevo Reino de Egipto. El egipcio tardío representó el discurso coloquial de los períodos posteriores. Tenía características analíticas como artículos definidos e indefinidos y conjugación de verbos perifrásticos. El copto, por lo tanto, es una referencia tanto a la etapa más reciente del egipcio después del demótico como al nuevo sistema de escritura que fue adaptado del alfabeto griego.
Es una lengua emparentada con el antiguo egipcio que utiliza el alfabeto copto, el cual se introdujo a finales del siglo II a. C, compuesto por letras del alfabeto griego más 6 o 7 caracteres de la escritura demótica, necesarios para representar varios sonidos no existentes en el idioma griego. Como lengua cotidiana tuvo su apogeo desde el siglo III hasta el siglo VI. En la actualidad perdura solo como lengua litúrgica de la Iglesia copta ortodoxa, la Iglesia ortodoxa de Alejandría, la Iglesia ortodoxa de Etiopía, la Iglesia ortodoxa de Eritrea y la Iglesia católica copta, aunque existen esfuerzos de revitalización desde el siglo XIX.

## Nombre
El autoglotónimo del idioma es ϯⲙⲉⲧⲣⲉⲙⲛ̀ⲭⲏⲙⲓ (/təmətɾəmənˈkʰeːmə/) en su variante bohaírica y ⲧⲙⲛ̄ⲧⲣⲙ̄ⲛ̄ⲕⲏⲙⲉ (/t(ə)məntɾəmənˈkeːmə/) en su variante sahídica. La partícula me(n)t- del verbo mouti (ⲙⲟⲩϯ, 'hablar') forma bastantes sustantivos abstractos en copto (no solo los que pertenecen al "lenguaje"). El término remǹkhēmi o rm̀ǹkēme, que significa 'egipcio', literalmente 'persona de Egipto', es una unión de rem-, que es el estado de construcción del sustantivo copto ⲣⲱⲙⲓ/ⲣⲱⲙⲉ, 'hombre, ser humano', + la preposición genitiva ǹ- (ⲛ̀, 'de') + la palabra para 'Egipto', Khēmi o Kēme (ⲭⲏⲙⲓ/ⲕⲏⲙⲉ; cf. Kemet). Por lo tanto, la expresión completa significa literalmente 'idioma del pueblo de Egipto', o simplemente 'idioma egipcio'.
Otro nombre por el que se ha llamado a la lengua es tmǹtkuptaion (ⲧⲙⲛ̄ⲧⲕⲩⲡⲧⲁⲓⲟⲛ) de la forma copto-griega tmǹtaigupton (ⲧⲙⲛ̄ⲧⲁⲓⲅⲩⲡⲧⲓⲟⲛ, 'idioma egipcio'). El término logos ǹaiguptios (ⲗⲟⲅⲟⲥ ⲛ̀ⲁⲓⲅⲩⲡⲧⲓⲟⲥ, 'lengua egipcia') también está atestiguado en sahídico, pero logos y aiguptios son ambos de origen griego. En la liturgia de la Iglesia Ortodoxa Copta de Alejandría, el nombre más oficial es tiaspi ǹremǹkhēmi (ϯⲁⲥⲡⲓ ⲛ̀ⲣⲉⲙⲛ̀ⲭⲏⲙⲓ, 'la lengua egipcia'), siendo aspi (ⲁⲥⲡⲓ) la palabra egipcia para 'idioma'.

## Historia

### Época preislámica

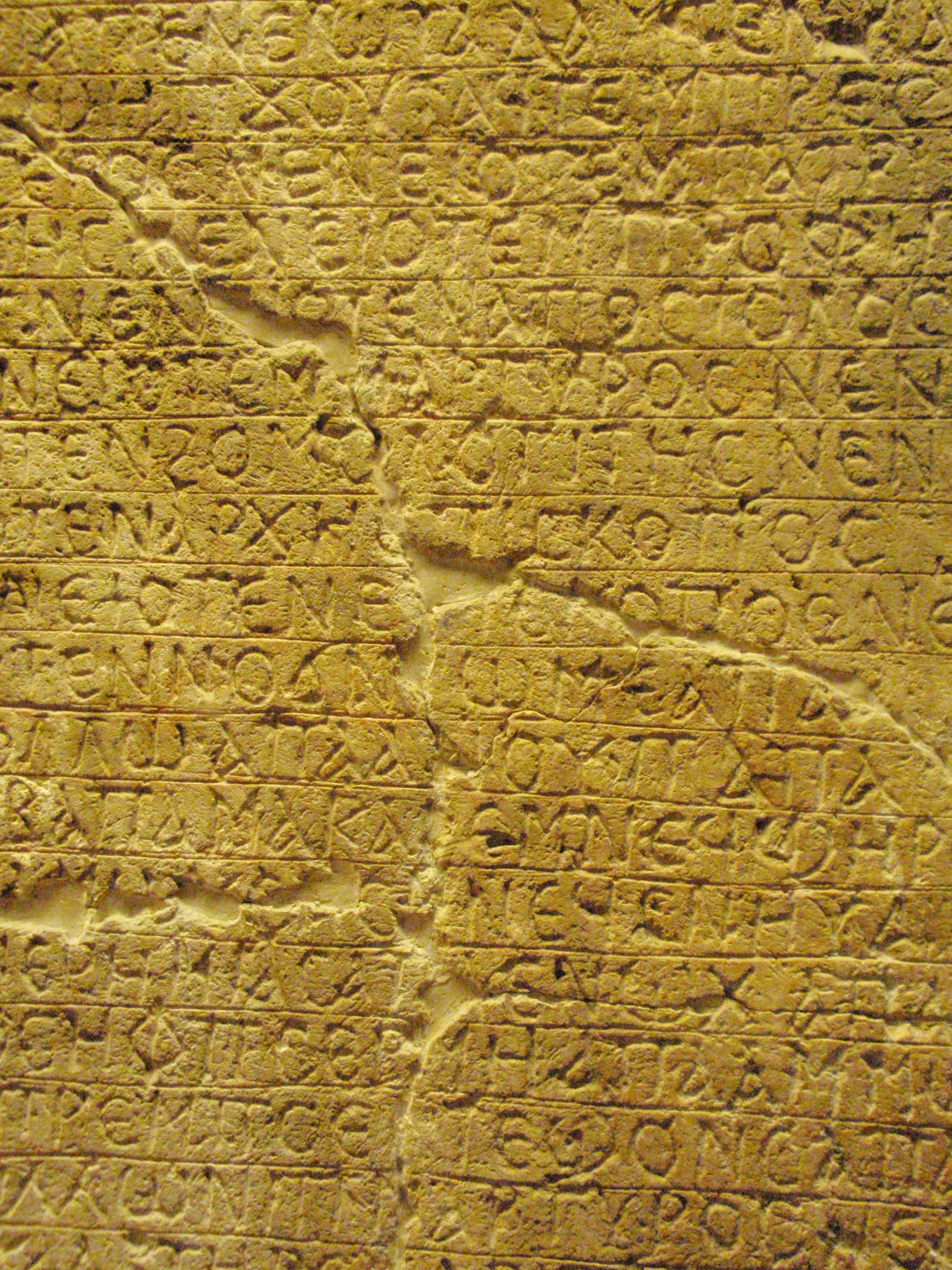
Inscripción litúrgica en copto del s. V-VI en el Alto Egipto.

Los primeros intentos de escribir el idioma egipcio utilizando el alfabeto griego fueron las transcripciones griegas de los nombres propios egipcios, la mayoría de los cuales datan del Egipto Ptolemaico. Los eruditos se refieren con frecuencia a esta fase como el período precóptico. Sin embargo, está claro que, en el Período Tardío del Antiguo Egipto, los escribas demóticos empleaban regularmente una ortografía más fonética, un testimonio del creciente contacto cultural entre egipcios y griegos incluso antes de la conquista de Egipto por Alejandro Magno. El copto mismo, o copto antiguo, comienza su desarrollo en el siglo I.
La transición de las escrituras egipcias más antiguas al alfabeto copto recientemente adaptado se debió en parte al declive del papel tradicional desempeñado por la clase sacerdotal de la religión egipcia antigua, quienes, a diferencia de la mayoría de los egipcios comunes, sabían leer y escribir en los escritorios del templo. El copto antiguo está representado principalmente por textos no cristianos como las oraciones paganas egipcias y los papiros mágicos y astrológicos. Muchos de ellos sirvieron como glosas de equivalentes hieráticos y demóticos originales. Las glosas pueden haber estado dirigidas a hablantes no egipcios. El copto tomó gran número de préstamos del griego, la lengua oficial impuesta por los ptolomeos.
Bajo el dominio romano tardío, Diocleciano persiguió a muchos conversos egipcios a la nueva fe cristiana, lo que obligó a los nuevos conversos a huir a los desiertos egipcios. Con el tiempo, el crecimiento de estas comunidades generó la necesidad de escribir instrucciones griegas cristianas en el idioma egipcio. Los primeros Padres de la Iglesia Copta, como Antonio el Grande, Pacomio el Grande, Macario de Egipto y Atanasio de Alejandría, que por lo demás escribían habitualmente en griego, dirigieron algunas de sus obras a los monjes egipcios en egipcio. La lengua egipcia, ahora escrita en alfabeto copto, floreció en los siglos II y III. Sin embargo, no fue hasta Shenouda que el copto se convirtió en un lenguaje literario completamente estandarizado basado en el dialecto sahídico. La lengua egipcia nativa de Shenouda y el conocimiento del griego y la retórica le dieron las herramientas necesarias para elevar el copto, en contenido y estilo, a una altura literaria casi igual a la posición de la lengua egipcia en el Antiguo Egipto.

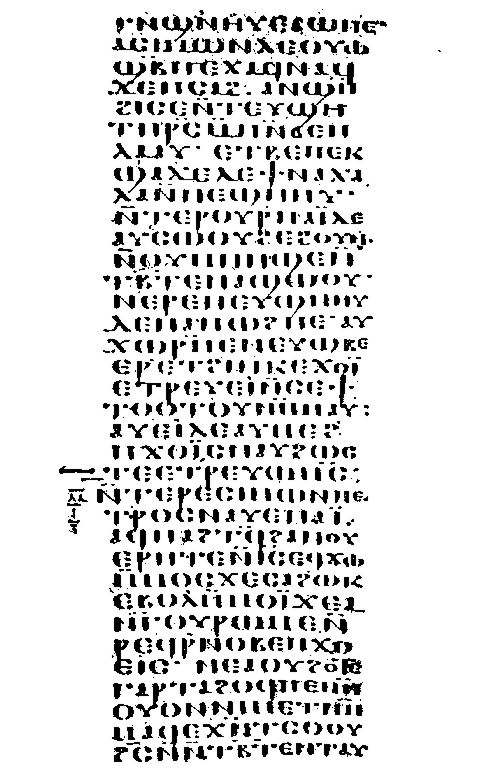
Manuscrito del s. VIII del Evangelio de Lucas 5.5–9

Entre los siglos II y VII existió en Egipto, especialmente en la región del delta del Nilo y en las ciudades, un amplio bilingüismo griego-copto. En las zonas rurales los griegos en general necesitaban intérpretes para entenderse con la población local. Los escritos más antiguos en copto son las cartas de San Antonio (251-356), el anacoreta del desierto. Durante los siglos III y IV muchos eclesiásticos escribieron en copto, entre los cuales estaba Pacomio, cuya regla monástica aún perdura en la Iglesia Copta.  

### Época islámica
A partir del siglo VIII, tras la llegada del islam, el uso del griego decayó y muchas de sus funciones fueron tomadas por el árabe clásico. El copto por otra parte siguió conservando las mismas funciones. Hacia el siglo XI los gobernantes prohibieron su uso público, y hacia el siglo XIII claramente no era la lengua dominante de Egipto y empezaron a redactarse gramáticas con el fin de codificar la lengua y ayudar a la conservación y comprensión de textos cristianos, ya que el uso hablado había decaído mucho. En las zonas rurales hay testimonios de su conservación en el siglo XV, y casos de campesinos que conocían la lengua incluso más tarde pero no está claro que a partir del siglo XVI fuera ya la lengua materna de nadie.
Para los árabes, que conquistaron Egipto en el siglo VII, las palabras "egipcio" y "cristiano" eran sinónimas, de allí surgió el nombre Quibti, la transcripción del gentilicio egipcio al árabe. Cuando fue reemplazado el egipcio por el árabe, en el siglo XII, el copto se preservó solamente como lengua litúrgica en la Iglesia Copta, que se había separado de la Iglesia Bizantina hacia el siglo V.
En la segunda mitad del siglo XIX, el Papa Cirilo VI de Alejandría inició un movimiento nacional patrocinado por la Iglesia para revivir el copto. Se publicaron varias obras de gramática, incluido un diccionario más completo de lo que había estado disponible anteriormente. Los hallazgos académicos del campo de la egiptología y la inauguración del Instituto de Estudios Coptos contribuyeron aún más al renacimiento. Se continúan realizando esfuerzos para revitalizar el idioma, tanto dentro como fuera de la Iglesia, y han atraído el interés de coptos y lingüistas dentro y fuera de Egipto.

## Distribución y variedades dialectales

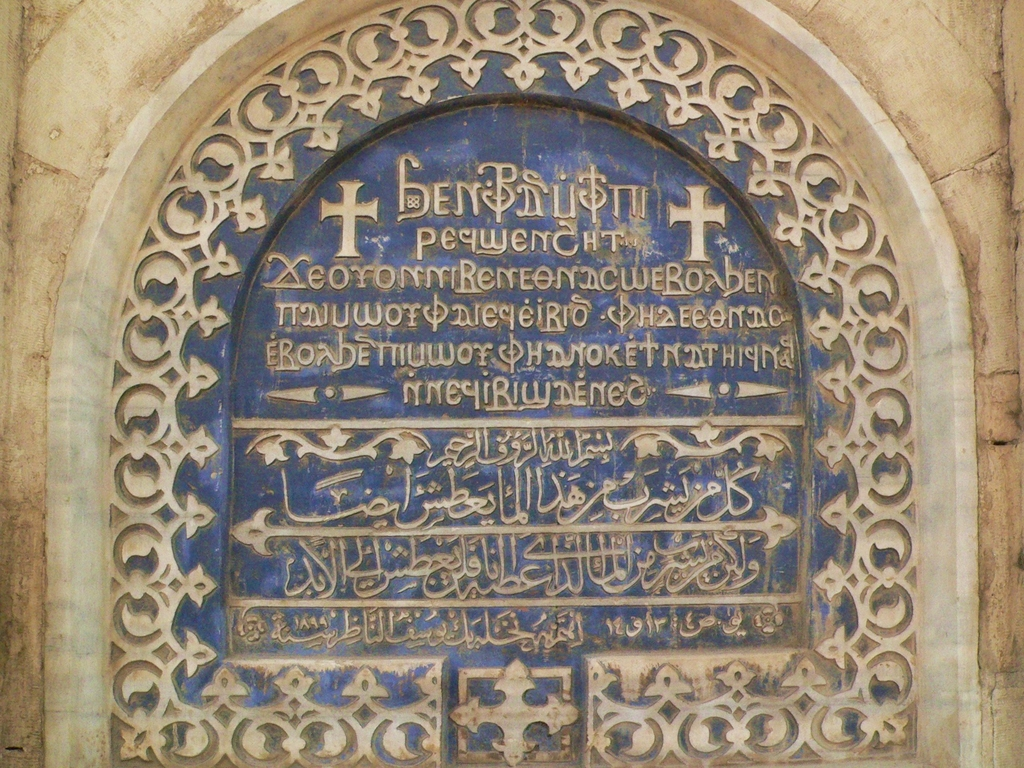
Texto de 1899 en copto y árabe en la iglesia de San Jorge, El Cairo.

El copto se habla hoy litúrgicamente en la Iglesia Copta Ortodoxa y la Iglesia Católica Copta (junto con el árabe estándar moderno). El idioma se habla solo en Egipto e históricamente ha tenido poca influencia fuera del territorio, a excepción de los monasterios ubicados en Nubia. El impacto lingüístico más notable del copto ha sido en los diversos dialectos del árabe egipcio, que se caracteriza por un sustrato copto en características léxicas, morfológicas, sintácticas y fonológicas.
Hay poca evidencia escrita de diferencias dialectales en las fases pre-coptas de la lengua egipcia debido a la naturaleza centralizada de las instituciones políticas y culturales de la sociedad egipcia antigua. Sin embargo, el egipcio antiguo y medio (clásico) literario representa el dialecto hablado del Bajo Egipto alrededor de la ciudad de Menfis, la capital de Egipto en el Reino Antiguo. El egipcio posterior es más representativo de los dialectos hablados en el Alto Egipto, especialmente alrededor del área de Tebas, ya que se convirtió en el centro cultural y religioso del Nuevo Reino.
El copto muestra de manera más obvia una serie de dialectos regionales que se usaban en la costa del mar Mediterráneo en el norte de Egipto, en el sur de Nubia y en los oasis occidentales. Sin embargo, aunque muchos de estos dialectos reflejan variaciones lingüísticas regionales reales (es decir, fonológicas y algunas léxicas), en su mayoría reflejan tradiciones ortográficas localizadas con muy pocas diferencias gramaticales.
Las variedades dialectales se agrupan en dos ramas, copto del Bajo Egipto y copto del Alto Egipto. Sus dialectos son:

### Copto del Bajo Egipto

#### Copto boháirico
El copto boháirico o menfítico se originó en el delta del Nilo occidental. Los primeros manuscritos bohaíricos datan del siglo IV, pero la mayoría de los textos son del siglo IX y posteriores; esto puede deberse a las malas condiciones de conservación de los textos en las regiones húmedas del norte de Egipto. Muestra varias características conservadoras en léxico y fonología que no se encuentran en otros dialectos. También es el dialecto usado hoy como la lengua litúrgica de la Iglesia Ortodoxa Copta, reemplazando al sahídico en algún momento del siglo XI. En el uso litúrgico contemporáneo, hay dos tradiciones de pronunciación, que surgen de las sucesivas reformas de los siglos XIX y XX. Los esfuerzos de revitalización modernos se basan en este dialecto.

#### Copto fayúmico
El copto fayúmico o bashmúrico era hablado principalmente en Fayún, al oeste del valle del Nilo. Está atestiguado desde los siglos III al X. Es más notable por escribir ⲗ (que corresponde a /l/), donde otros dialectos generalmente usan ⲣ /r/ (probablemente correspondiente a una [ɾ]). En las primeras etapas del egipcio, los líquidos no se distinguían por escrito hasta el Imperio Nuevo, cuando el egipcio tardío se convirtió en el idioma administrativo. La ortografía egipcia tardía utilizó un grafema que combinaba los grafemas de /r/ y /n/ para expresar /l/. El demótico por su parte indicaba /l/ utilizando una variedad diacrítica de /r/.

#### Copto oxirrincita
El copto oxirrincita o mesokémico era el dialecto de Oxirrinco y áreas circundantes. Muestra similitudes con el fayúmico y está atestiguado en manuscritos de los siglos IV y V. También es conocido por el nombre confuso de egipcio medio.

### Copto del Alto Egipto

#### Copto sahídico

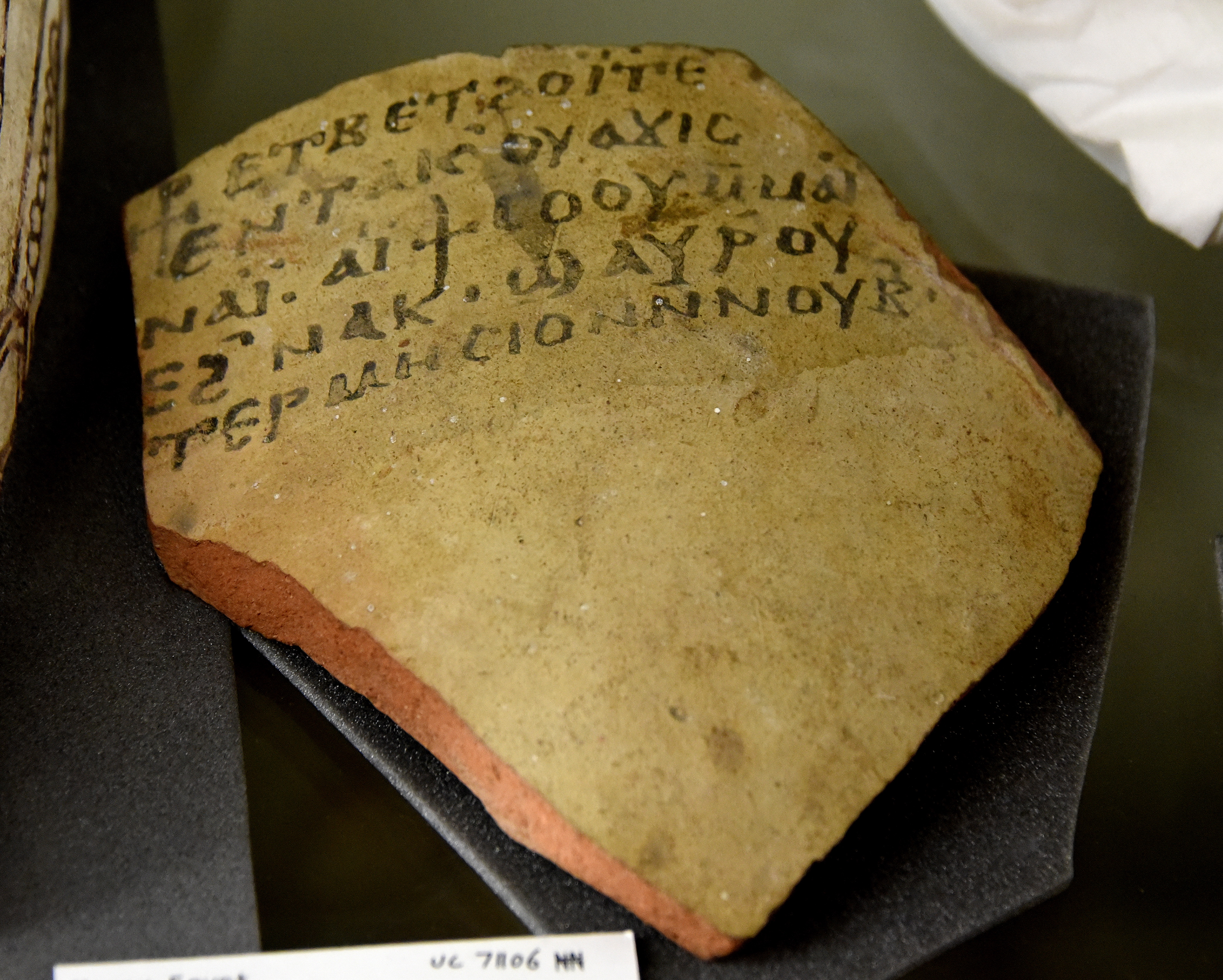
Fragmento de cerámica inscrito con 5 líneas en copto sahídico. Período bizantino, siglo VI d. C. De Tebas, Egipto. Museo Petrie de Arqueología Egipcia, Londres.

El copto sahídico o tebano es el dialecto en el que han sido escrita la mayoría de los textos coptos conocidos, y fue el dialecto principal en el período preislámico. Se cree que era originalmente un dialecto regional del área alrededor de Hermópolis (copto: Ϣⲙⲟⲩⲛⲉⲓⲛ, romanizado: Šmounein). Alrededor del año 300 comenzó a escribirse en forma literaria, incluidas las traducciones de las principales porciones de la Biblia (véanse las versiones coptas de la Biblia). En el siglo VI, se había logrado una ortografía estandarizada en todo Egipto. Casi todos los autores nativos escribieron en este dialecto. Sin embargo, a partir del siglo IX fue desafiado por el boháirico, pero está atestiguado hasta el siglo XIV. La literatura copta más antigua conocida tiene su origen en el dialecto sahídico.
Mientras que los textos en otros dialectos coptos son principalmente traducciones de textos literarios y religiosos griegos, el sahídico es el único dialecto con un cuerpo considerable de literatura original y textos no literarios. Debido a que el sahídico comparte la mayoría de sus características con otros dialectos del copto con pocas peculiaridades específicas de sí mismo, y tiene un corpus extenso de textos conocidos, generalmente es el dialecto estudiado por los aprendices del copto, particularmente por los eruditos fuera de la Iglesia copta.

#### Copto ajmímico
El copto ajmímico era el dialecto del área alrededor de la ciudad de Ajmín (en griego antiguo: Πανὸς πόλις, romanizado: Panopolis). Floreció durante los siglos IV y V, después de los cuales no se atestigua ningún escrito. El ajmímico es fonológicamente el más arcaico de los dialectos coptos. Un rasgo característico es la retención del fonema /x/, que se realiza como /ʃ/ en la mayoría de los otros dialectos. Del mismo modo, utiliza un sistema de escritura excepcionalmente conservador sorprendentemente similar al copto antiguo.

#### Copto licopolitano
El copto licopolitano, subajmímico o asiútico era un dialecto estrechamente relacionado con el ajmímico en términos de cuándo y dónde fue atestiguado, pero los manuscritos escritos en licopolitano tienden a ser del área de Asiut. Las principales diferencias entre los dos dialectos parecen ser de naturaleza gráfica. La variedad de Licópolis se usó ampliamente para traducciones de obras gnósticas y maniqueas, incluidos los textos de la biblioteca de Nag Hammadi.

## Descripción lingüística

### Gramática
El copto es la única forma del antiguo idioma egipcio cuya pronunciación está atestiguada, debido al uso del sistema fonético griego, de ahí proviene su gran importancia para la filología egipcia.
El copto se caracteriza por una pérdida de las terminaciones verbales y nominales del egipcio clásico, por lo que su inflexión presenta características diferentes respecto a los estadios más antiguos de la lengua egipcia. De hecho, el copto tiende a representar ciertas relaciones gramaticales mediante artículos, preposiciones y partículas dentro de construcciones analíticas frente al sistema más sintético y flexivo del egipcio clásico (existe cierto paralelismo con lo que sucedió en el paso del latín a las lenguas románicas).

### Fonología

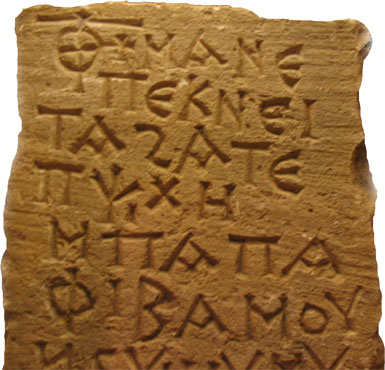
Inscripción copta.

Los dialectos coptos poseen más de 20 fonemas. Cinco aparecen solo en sílabas: /a/, /e/, /ē/, /o/, /ō/. El resto pueden funcionar como sílabas. Por ejemplo, /n/ puede tener una función vocálica en la sílaba /mn/ [mn̥], pero no en /men/ [men]. Los fonemas que pueden tener carácter vocálico o consonántico son las sonoras /b/ [β], /y/, /l/, /m/, /n/, /r/, /w/. Los fonemas sonoros /g/, /d/ y /z/ solo apareen en préstamos griegos.
En todos los dialectos hay cinco fonemas oclusivos (/k/, /p/, /t/, /kʲ/, /ʔ/), un fonema africado /tʃ/ y algunos fricativos como /s/, /ʃ/, /f/, /h/. El fonema /x/ (representado con el carácter ϧ) aparece en ciertos dialectos. En el dialecto bohaírico los fonemas /p/, /k/, /t/ tienen alófonos aspirados. Algo muy característico del dialecto fayúmico es el reemplazo casi absoluto del fonema /r/ por /l/.

### Género gramatical y número
En copto existen dos posibles valores del género gramatical (masculino / femenino) heredados del egipcio clásico. La antigua terminación del femenino en t sufrió algunos cambios fonéticos y en copto sólo aparece cuando va seguida de ciertos sufijos posesivos: ro 'boca', rō.k 'tu boca'; hē 'cuerpo', hēt.f 'su cuerpo'.
El copto desarrolló artículos a partir de los demostrativos del egipcio clásico, que carecía de artículos. Esto es reminiscente de lo sucedido en las lenguas románicas. De hecho (tal como sucede en francés) es la forma del artículo lo único que permite reconocer el género de algunas palabras en copto. Las formas del artículo definido masculino son: p-, pi, pe y las formas de femenino son t-, ti, te, todas las formas hacen el plural en n-:
rōme 'hombre' / p-rōme 'el hombre' / n-rōme 'los hombres'
p-saje 'la palabra' / ti-polis 'la ciudad', n-halate 'los pájaros'
También es frecuente el uso del "artículo" indefinido, inexistente como tal en egipcio clásico. Este artículo evolucionó a partir del numeral para '1' ou:
ei 'casa', ou-ei 'una casa', hen-ei 'unas casas'.
El plural, de manera similar al femenino, se indica casi exclusivamente por la forma del artículo precedente, porque normalmente la raíz en plural no difiere de la del singular. Sin embargo, a veces la raíz presenta formas diferentes para singular y plural, como vestigios de un cambio fonético, diferente de las antiguas formas:
hōb 'cosa', hbēje 'cosas'
son (< clás. sánu) 'hermano', snēj (< clás. sanúwaw) 'hermanos'

## Escritura

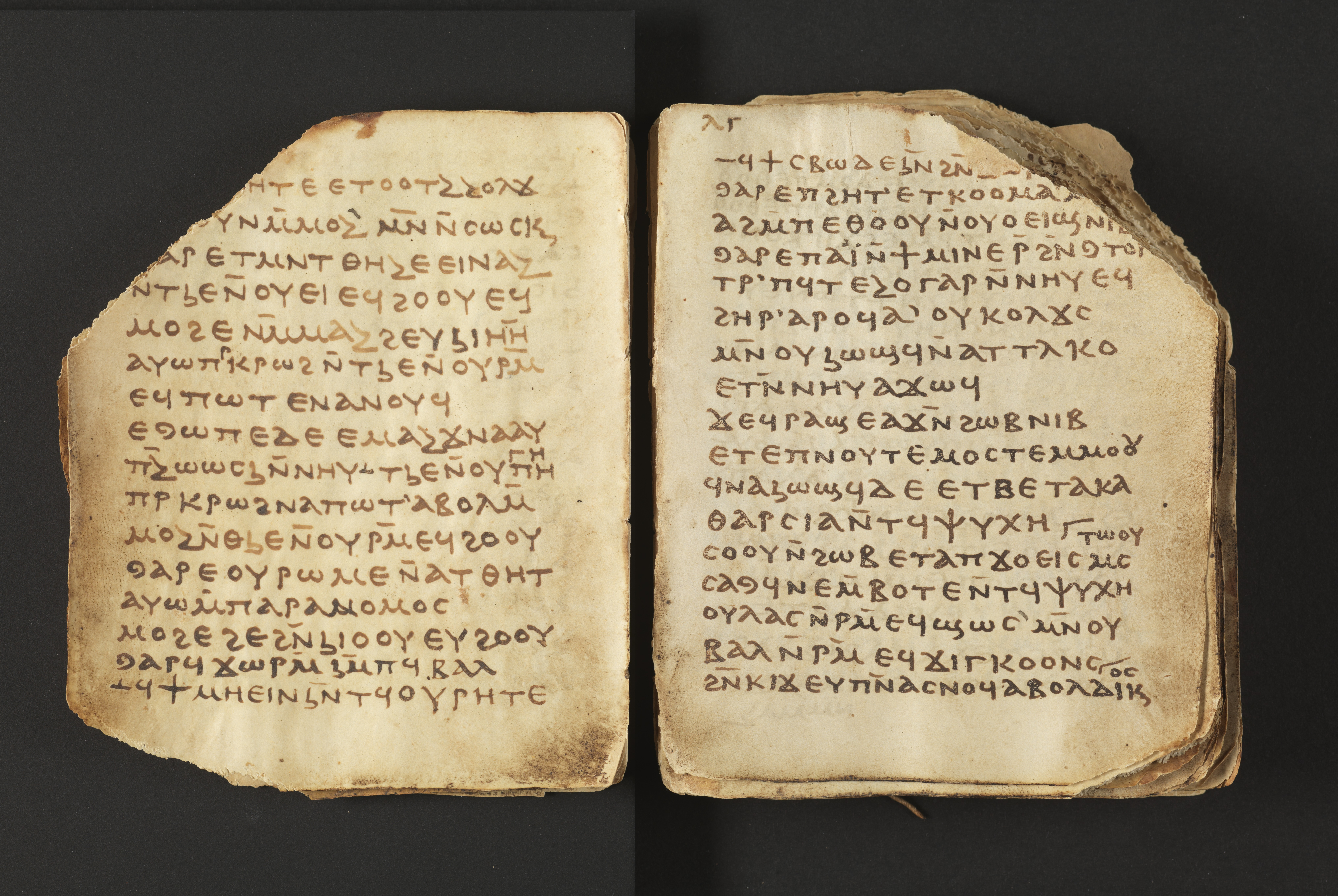
Papiro escrito en copto.

El copto utiliza un sistema de escritura derivado casi en su totalidad del alfabeto griego, con la adición de una serie de letras que tienen su origen en el egipcio demótico. Esto es comparable al alfabeto islandés de base latina, que incluye la letra rúnica thorn. Existe cierta variación en el número y la forma de estos signos según el dialecto. Algunas de las letras del alfabeto copto que son de origen griego se reservaban normalmente para palabras que son griegas en sí mismas. Los textos coptos antiguos empleaban varios grafemas que no se conservaron en la ortografía copta literaria de los siglos posteriores.
En copto sahídico, el límite de la sílaba puede haber sido marcado por un trazo supralineal, o el trazo puede haber unido letras juntas en una palabra, ya que los textos coptos no indicaban divisiones de palabras. Algunas tradiciones de los escribas usan una diéresis sobre /i/ y /u/ al comienzo de una sílaba o para marcar un diptongo. El copto boháirico usa un punto superpuesto o un pequeño trazo conocido como djinkim. Cuando este se coloca sobre una vocal, se pronuncia de forma independiente y cuando se coloca sobre una consonante, un sonido e corto lo precede.

## Literatura
Los escritos coptos más antiguos datan de la era precristiana (copto antiguo), aunque la literatura copta se compone principalmente de textos escritos por santos prominentes de la Iglesia copta como Antonio el Grande, Pacomio el Grande y Shenouda. Este último ayudó a estandarizar completamente el idioma copto a través de sus numerosos sermones, tratados y homilías, que formaron la base de la literatura copta temprana.

## El copto y otros idiomas
La mayoría de las palabras de origen egipcio que entraron al griego y posteriormente a otros idiomas europeos procedían directamente del antiguo egipcio, a menudo demótico. Un ejemplo es el griego oasis (ὄασις), que proviene directamente del egipcio antiguo wḥꜣt o egipcio demótico wḥj. Sin embargo, el copto volvió a tomar algunas palabras de origen egipcio antiguo en su léxico, a través del griego. Por ejemplo, tanto sahídicos como bohaíricos usan la palabra ebenos, que fue tomada directamente del griego ἔβενος ("ébano"), originalmente del egipcio hbnj.

### Influencia en otros idiomas
Además de influir en la gramática, el vocabulario y la sintaxis del árabe egipcio, el copto ha prestado tanto al árabe como al hebreo moderno palabras como:
- timsāḥ (árabe: تمساح; hebreo: תמסח, "cocodrilo"; ⲉⲙⲥⲁϩ, emsah); posteriormente entró en turco como timsah. La palabra copta original es gramaticalmente masculina y por lo que se habría vocalizado pemsah o bemsah (sahídico: ⲡⲉⲙⲥⲁϩ; boháirico: ⲡⲓⲉⲙⲥⲁϩ). Por lo tanto, no está claro por qué la palabra llegó al árabe con una t inicial, lo que habría requerido que la palabra fuera gramaticalmente femenina (es decir, sahídico: *ⲧⲉⲙⲥⲁϩ; boháirico: *ϯⲉⲙⲥⲁϩ).

- ṭūbah (árabe: طوبة, "ladrillo"; sahídico: ⲧⲱⲱⲃⲉ, tōōbe; bohaírico: ⲧⲱⲃⲓ, tōbi); posteriormente entró en catalán y en español (a través del árabe andalusí) como tova y adobe, respectivamente, el último de los cuales fue tomado prestado por el inglés estadounidense.

- wāḥah (árabe: واحة, "oasis"; sahídico: ⲟⲩⲁϩⲉ, ouahe; bohaírico: ⲟⲩⲉϩⲓ, ouehi); posteriormente entró en turco como vaha.

En la lengua griega se encuentran algunas palabras de origen copto; algunas de las palabras se prestaron posteriormente a varios idiomas europeos, como gabarra, del copto baare (ⲃⲁⲁⲣⲉ, "bote pequeño").
El nombre copto ⲡⲁⲡⲛⲟⲩⲧⲉ, Papnoute (del egipcio pꜣy-pꜣ-nṯr), significa "perteneciente a Dios" o "el de Dios". Fue adaptado al árabe como Babnouda, que sigue siendo un nombre común entre los coptos egipcios hasta el día de hoy. También fue tomado prestado por el griego como Παφνούτιος (Paphnutius). Esa, a su vez, es la fuente del nombre ruso Пафнутий (Pafnuti), como el nombre del matemático Pafnuti Chebyshov.
Además, los nombres de muchas de las principales ciudades del Egipto moderno son adaptaciones árabes de sus antiguos nombres coptos: Tanta (ⲧⲁⲛⲧⲁⲑⲟ – Tantatho), Asiut (ⲥⲓⲟⲟⲩⲧ – Sioout), Fayún (ⲫⲓⲟⲙ – Phiom), Damieta (ⲧⲁⲙⲓⲁϯ – Tamiati), Asuán (ⲥⲟⲩⲁⲛ – Souan), Menia (ⲑⲙⲟⲛⲏ – Thmonē), Damanhur (ϯⲙⲓⲛϩⲱⲣ – Timinhōr), etc.